# Calodexia continua
Calodexia continua là một loài ruồi trong họ Tachinidae.